# Winx
Winx, född 14 september 2011 i Jerrys Plains i New South Wales i Australien, är ett engelskt fullblod som tävlade mellan 2014 och 2019. Hon tränades av Chris Waller och reds av Hugh Bowman. Hon är mest känd för att ha tagit 33 segrar i rad (varav 25 grupp 1-löp), vilket är världsrekord. 2017 valdes hon in i Australian Racing Hall of Fame, och blev därmed den tredje hästen som valdes in under pågående tävlingskarriär. Under sin karriär sprang hon in 26,4 miljoner australiska dollar.

## Karriär
Winx tävlade mellan 2014 och 2019, och sprang totalt in 26 421 176 dollar på 43 starter, varav 37 segrar och 3 andraplatser. Hon tog karriärens största segrar i Furious Stakes (2014), Phar Lap Stakes (2015), Sunshine Coast Guineas (2015), Queensland Oaks (2015), Theo Marks Stakes (2015), Epsom Handicap (2015), W.S. Cox Plate (2015, 2016, 2017, 2018), Apollo Stakes (2016, 2017, 2019), Chipping Norton Stakes (2016, 2017, 2018, 2019), George Ryder Stakes (2016, 2017, 2018, 2019), Doncaster Handicap (2016), Warwick/Winx Stakes (2016, 2017, 2018), George Main Stakes (2016, 2017, 2018), Caulfield Stakes (2016), Queen Elizabeth Stakes (2017, 2018, 2019), Chelmsford Stakes (2017) och Turnbull Stakes (2017, 2018).
Winx inledde sin tävlingskarriär med tre raka segrar, men tog sedan endast en seger på sina sju kommande starter. Mot slutet av treåringssäsongen segrade hon i Queensland Oaks, då hennes segersvit började. Som fyraåring utsågs hon till Årets häst 2015/6 och medeldistanschampion 2015/6, efter att ha segrat bland annat i W.S. Cox Plate och Doncaster Handicap. Under säsongen 2016/7 försvarade hon sin seger i Cox Plate, och segrade med åtta längder över rivalen Hartnell. Hon avslutade säsongen med en seger i Queen Elizabeth Stakes och utsågs igen till Årets häst.
Hon utsågs till Årets häst för tredje gången säsongen 2017/18, efter att ha tagit sju raka segrar, inklusive hennes tredje segrar i Cox Plate, Chipping Norton och George Ryder och hennes andra seger i Queen Elizabeth. Säsongen 2018/19 började Winx den 18 augusti i ett lopp som döpts om till hennes ära, och förlängde segersviten till 26 segrar i rad, vilket var australiskt rekord. Segersviten utökades senare till 33 segrar i rad.

### Utmärkelser
Winx blev den första hästen i historien som vann den prestigefyllda Cox Plate fyra gånger. Hon vann utmärkelsen Secretariat Vox Populi Award 2018, framröstad av branschfolk i 60 länder. Galopplöpet Warwick Stakes döptes även om till Winx Stakes till hennes ära.

### Avelskarriär
Hon avslutade sin karriär den 13 april 2019 på Randwick Racecourse genom att vinna Queen Elizabeth Stakes för tredje gången, för att senare vara verksam som avelssto. Den 24 juni 2019 meddelades det att hennes första parning skulle vara med I Am Invincible. Den 13 oktober 2020 meddelades att Winx hade förlorat sitt föl, som var dödfött.

## Statistik
| Datum             | Löp                        | Typ    | Distans | Bana           | Plac. | Tid     | Odds | Jockey      |
| ----------------- | -------------------------- | ------ | ------- | -------------- | ----- | ------- | ---- | ----------- |
| 4 juni 2014       | Ibis Milano Restaurant     | Maiden | 1100 m  | Warwick Farm   | 1     | 1:03.79 | 5.00 | J Collett   |
| 28 juni 2014      | Tab Early Quaddie Handicap | Open   | 1400 m  | Rosehill       | 1     | 1:23.72 | 1.45 | J Collett   |
| 6 september 2014  | Furious Stakes             | G2     | 1200 m  | Randwick       | 1     | 1:11.99 | 6.50 | Hugh Bowman |
| 20 september 2014 | Tea Rose Stakes            | G2     | 1400 m  | Randwick       | 2     | 1:22.83 | 1.80 | J Collett   |
| 4 oktober 2014    | Flight Stakes              | G1     | 1600 m  | Randwick       | 2     | 1:34.71 | 2.70 | Hugh Bowman |
| 14 februari 2015  | Light Fingers Stakes       | G2     | 1200 m  | Randwick       | 7     | 1:09.48 | 5.00 | J Collett   |
| 28 februari 2015  | Surround Stakes            | G2     | 1400 m  | Warwick Farm   | 5     | 1:22.93 | 9.00 | J Collett   |
| 14 mars 2015      | Phar Lap Stakes            | G2     | 1500 m  | Rosehill       | 1     | 1:30.26 | 2.45 | Tommy Berry |
| 28 mars 2015      | Vinery Stud Stakes         | G1     | 2000 m  | Rosehill       | 5     | 2:03.27 | 5.50 | Tommy Berry |
| 11 april 2015     | Australian Oaks            | G1     | 2400 m  | Randwick       | 2     | 2:32.40 | 2.80 | J Moreira   |
| 16 maj 2015       | Sunshine Coast Guineas     | G3     | 1600 m  | Sunshine Coast | 1     | 1:36.19 | 2.60 | L Cassidy   |
| 30 maj 2015       | Queensland Oaks            | G1     | 2200 m  | Doomben        | 1     | 2:14.09 | 1.95 | Hugh Bowman |
| 15 september 2015 | Theo Marks Stakes          | G2     | 1300 m  | Rosehill       | 1     | 1:15.77 | 3.40 | J McDonald  |
| 3 oktober 2015    | Epsom Handicap             | G1     | 1600 m  | Randwick       | 1     | 1:34.58 | 3.10 | Hugh Bowman |
| 24 oktober 2015   | W.S. Cox Plate             | G1     | 2040 m  | Moonee Valley  | 1     | 2:02.98 | 4.60 | Hugh Bowman |
| 13 februari 2016  | Apollo Stakes              | G2     | 1400 m  | Randwick       | 1     | 1:22.03 | 1.60 | Hugh Bowman |
| 27 februari 2016  | Chipping Norton Stakes     | G1     | 1600 m  | Randwick       | 1     | 1:33.92 | 1.35 | Hugh Bowman |
| 19 mars 2016      | George Ryder Stakes        | G1     | 1500 m  | Rosehill       | 1     | 1:28.70 | 1.90 | Hugh Bowman |
| 2 april 2016      | Doncaster Mile             | G1     | 1600 m  | Randwick       | 1     | 1:35.27 | 1.80 | Hugh Bowman |
| 20 augusti 2016   | Warwick Stakes             | G2     | 1400 m  | Randwick       | 1     | 1:23.83 | 1.24 | Hugh Bowman |
| 17 september 2016 | George Main Stakes         | G1     | 1600 m  | Randwick       | 1     | 1:36.18 | 1.09 | Hugh Bowman |
| 8 oktober 2016    | Caulfield Stakes           | G1     | 2000 m  | Caulfield      | 1     | 2:03.42 | 1.24 | Hugh Bowman |
| 22 oktober 2016   | W.S. Cox Plate             | G1     | 2040 m  | Moonee Valley  | 1     | 2:06.35 | 1.80 | Hugh Bowman |
| 13 februari 2017  | Apollo Stakes              | G2     | 1400 m  | Randwick       | 1     | 1:22.57 | 1.14 | Hugh Bowman |
| 25 februari 2017  | Chipping Norton Stakes     | G1     | 1600 m  | Randwick       | 1     | 1:40.37 | 1.22 | Hugh Bowman |
| 18 mars 2017      | George Ryder Stakes        | G1     | 1500 m  | Rosehill       | 1     | 1:34.87 | 1.26 | Hugh Bowman |
| 8 april 2017      | Queen Elizabeth Stakes     | G1     | 2000 m  | Randwick       | 1     | 2:07.22 | 1.12 | Hugh Bowman |
| 19 augusti 2017   | Warwick Stakes             | G2     | 1400 m  | Randwick       | 1     | 1:21.87 | 1.10 | Hugh Bowman |
| 2 september 2017  | Chelmsford Stakes          | G2     | 1600 m  | Randwick       | 1     | 1:34.11 | 1.09 | Hugh Bowman |
| 16 september 2017 | George Main Stakes         | G1     | 1600 m  | Randwick       | 1     | 1:33.65 | 1.12 | Hugh Bowman |
| 7 oktober 2017    | Turnbull Stakes            | G1     | 2000 m  | Flemington     | 1     | 2:02.07 | 1.20 | Hugh Bowman |
| 28 oktober 2017   | W.S. Cox Plate             | G1     | 2040 m  | Moonee Valley  | 1     | 2:02.94 | 1.18 | Hugh Bowman |
| 3 mars 2018       | Chipping Norton Stakes     | G1     | 1600 m  | Randwick       | 1     | 1:34.92 | 1.09 | Hugh Bowman |
| 24 mars 2018      | George Ryder Stakes        | G1     | 1500 m  | Rosehill       | 1     | 1:31.48 | 1.16 | Hugh Bowman |
| 14 april 2018     | Queen Elizabeth Stakes     | G1     | 2000 m  | Randwick       | 1     | 2:01.65 | 1.24 | Hugh Bowman |
| 18 augusti 2018   | Winx Stakes                | G1     | 1400 m  | Randwick       | 1     | 1:22.50 | 1.24 | Hugh Bowman |
| 15 september 2018 | George Main Stakes         | G1     | 1600 m  | Randwick       | 1     | 1:34.21 | 1.10 | Hugh Bowman |
| 6 oktober 2018    | Turnbull Stakes            | G1     | 2000 m  | Flemington     | 1     | 2:01.60 | 1.10 | Hugh Bowman |
| 27 oktober 2018   | W.S. Cox Plate             | G1     | 2040 m  | Moonee Valley  | 1     | 2:03.47 | 1.24 | Hugh Bowman |
| 16 februari 2019  | Apollo Stakes              | G2     | 1400 m  | Randwick       | 1     | 1:20.88 | 1.10 | Hugh Bowman |
| 2 mars 2019       | Chipping Norton Stakes     | G1     | 1600 m  | Randwick       | 1     | 1:33.57 | 1.08 | Hugh Bowman |
| 23 mars 2019      | George Ryder Stakes        | G1     | 1500 m  | Rosehill       | 1     | 1:32.20 | 1.04 | Hugh Bowman |
| 13 april 2019     | Queen Elizabeth Stakes     | G1     | 2000 m  | Randwick       | 1     | 2:02.54 | 1.06 | Hugh Bowman |

Källa: Racenet, Racing.com Profiles
1. ↑  Löprekord
2. ↑  Löprekord
3. ↑  Löprekord
4. ↑  Tidigare Warwick Stakes
5. ↑  Löprekord

## Stamtavla
| Efter Street Cry (IRE) 1998    | Machiavellian (USA) 1987 | Mr. Prospector  | Raise a Native          |
| Efter Street Cry (IRE) 1998    | Machiavellian (USA) 1987 | Mr. Prospector  | Gold Digger             |
| Efter Street Cry (IRE) 1998    | Machiavellian (USA) 1987 | Coup de Folie   | Halo                    |
| Efter Street Cry (IRE) 1998    | Machiavellian (USA) 1987 | Coup de Folie   | Raise The Standard      |
| Efter Street Cry (IRE) 1998    | Helen Street (GB) 1982   | Troy            | Petingo                 |
| Efter Street Cry (IRE) 1998    | Helen Street (GB) 1982   | Troy            | La Milo                 |
| Efter Street Cry (IRE) 1998    | Helen Street (GB) 1982   | Waterway        | Riverman                |
| Efter Street Cry (IRE) 1998    | Helen Street (GB) 1982   | Waterway        | Boulevard (Family: 5-b) |
| Undan Vegas Showgirl (NZ) 2002 | Al Akbar (AUS) 1990      | Success Express | Hold Your Peace         |
| Undan Vegas Showgirl (NZ) 2002 | Al Akbar (AUS) 1990      | Success Express | Au Printemps            |
| Undan Vegas Showgirl (NZ) 2002 | Al Akbar (AUS) 1990      | Gala Night      | Blakeney                |
| Undan Vegas Showgirl (NZ) 2002 | Al Akbar (AUS) 1990      | Gala Night      | Debutante               |
| Undan Vegas Showgirl (NZ) 2002 | Vegas Magic (AUS) 1985   | Voodoo Rhythm   | Northern Dancer         |
| Undan Vegas Showgirl (NZ) 2002 | Vegas Magic (AUS) 1985   | Voodoo Rhythm   | Obeah                   |
| Undan Vegas Showgirl (NZ) 2002 | Vegas Magic (AUS) 1985   | Vegas Street    | Sovereign Edition       |
| Undan Vegas Showgirl (NZ) 2002 | Vegas Magic (AUS) 1985   | Vegas Street    | Vegas (Family: 5-b)     |